# Hadrospora
Hadrospora är ett släkte av svampar. Hadrospora ingår i familjen Phaeosphaeriaceae, ordningen Pleosporales, klassen Dothideomycetes, divisionen sporsäcksvampar och riket svampar.
|            | Cicinobolus                         |
|            |                                     |
|            | Stagonospora                        |
|            |                                     |
|            | Hendersonia                         |
|            |                                     |
|            | Eudarluca                           |
|            |                                     |
|            | Sclerostagonospora                  |
|            |                                     |
|            | Ampelomyces                         |
|            |                                     |
|            | Wilmia                              |
|            |                                     |
|            | Phaeosphaeria                       |
|            |                                     |
|            | Carinispora                         |
|            |                                     |
|            | Phaeoseptoria                       |
|            |                                     |
|            | Parabotryon                         |
|            |                                     |
|            | Ophiosphaerella                     |
|            |                                     |
|            | Sphaerellopsis                      |
|            |                                     |
|            | Tiarospora                          |
|            |                                     |
|            | Scolecosporiella                    |
|            |                                     |
|            | Monascostroma                       |
|            |                                     |
|            | Lautitia                            |
|            |                                     |
|            | Mixtura                             |
|            |                                     |
| Hadrospora | \| \| Hadrospora fallax \| \| \| \| |
|            | \| \| Hadrospora fallax \| \| \| \| |
|            | Nodulosphaeria                      |
|            |                                     |
|            | Barria                              |
|            |                                     |
|            | Phaeosphaeriopsis                   |
|            |                                     |
|            | Isthmosporella                      |
|            |                                     |
|            | Katumotoa                           |
|            |                                     |
|            | Hadrospora fallax                   |
|            |                                     |

|  | Hadrospora fallax |
|  |                   |